# Den danske Vitruvius
Den danske Vitruvius er et kobberstukkent bogværk om dansk arkitektur udført af arkitekten Lauritz de Thurah på bestilling af kong Christian VI i 1735.

## Indhold
Det "indeholder grundtegninger, opstalter, og giennemsnitter af de merkværdigste bygninger i Kongeriget Dannemark, samt de kongelige tydske provintser tilligemed en kort beskrivelse over hver bygning i sær-"
Titlen henviser til den romerske arkitekt og ingeniør Vitruvius, der i det 1. århundrede f.Kr. udgav et værk om bygningskunst.
To bind udkom hos Ernst Henrich Berlings bogtrykkeri. De beskriver i tekst og tegninger monumental bygningskunst i Danmark og hertugdømmerne med forbillede i den britiske arkitekt Colen Campbells Vitruvius Britannicus (1715-31):
- 1. Deel 1746 "Handler om de fornemmeste Bygninger, som findes i den kongel. Hoved-residents- og frie Riigs-stad Kiøbenhavn, saavel kongelige, offentlige, som en deel Privat-bygninger". Med 122 tavler med opmålinger og tegninger af de fornemste bygninger i København af enhver art lige ned til et par borgerhuse på Kongens Nytorv.

- 2. Deel 1749 "Indeholder alle kongelige Slotte, saavelsom en deel andre merkværdige Bygninger i Kongeriget Dannemark og i de kongelige tydske Provintzser". Med 161 tavler med alle kongelige slotte og andre bemærkelsesværdige bygninger i det øvrige Danmark.

Thurah udførte selv værkets arkitekttegninger og grundplaner, mens prospekterne af bygningerne og deres omgivelser blev udført af Johan Jacob Bruun, der blev knyttet til projektet omkring 1740. Deres tegninger blev derefter udført som kobberstik, så de kunne trykkes og indgå i bøgerne. De to unge tyske kobberstikkere Carl Ludvig Wüst og Michael Keyl kom til Danmark for at deltage i arbejdet, og de få plancher, der er signerede, er med et af deres navne. De har formentlig også stået for mange af de usignerede. 
Fortegningerne til de slesvigske og holstenske tavler blev formentlig udført af Otto Johann Müller, der var kgl. landbygmester i hertugdømmerne.
Faksimileudgaven fra 1966-67 ved Hakon Lund på Thaning & Appel blev supplereret med det indtil da utrykte tredje bind, hvortil manuskriptet findes i Det Kongelige Bibliotek:
- 3. Deel. "Indeholder Foklaring om alle de merkværdige Ting og nye Indretninger, som i den Kongelige Hoved-residents- og frie Rigs-stadt Kiøbenhavn siden ao. 1749 ... ere ... foretagne og fuldførte."

3. Deel indeholder især opstalter af de nye bygninger i Frederiksstaden herunder Thurahs eget hus i Amaliegade.
Sammen med Thurahs andet store værk om København, Hafnia Hodierna, er Den Danske Vitruvius en uvurdelig kilde til mange bygninger midt i 1700-tallet. Mange kongelige slotte fra middelalderen og renæssancen blev nedrevet i anden halvdel af 1700-tallet. Andre brændte ned som Christiansborg Slot i 1794 og Frederiksborg Slot i 1859.